# Sonsee
Sonsee, wcześniej Sonee Seeza lub Suave, właśc. Tyrone Taylor (ur. 16 września 1971) – amerykański raper z Brooklynu.
Jego debiutancki album Tytanium został wydany 19 maja 2009 roku nakładem Iceman Music Group.
Znany jako Sonsee, wcześniej również jako Sonee Seeza oraz Suave (do wydania albumu Bacdafucup).

## Dyskografia
Studyjne
- Tytanium (2009)